# Joaquim Pedro de Andrade
Joaquim Pedro de Andrade, född 25 maj 1932 i Rio de Janeiro, död 10 september 1988, var en brasiliansk filmregissör. Han var en av de ledande företrädarna för Cinema Novo-rörelsen.

## Liv och gärning
Joaquim Pedro de Andrade började att göra kortfilmer och dokumentärer på 1950-talet och läste i början av 1960-talet vid filmskolan IDHEC i Paris. Han väckte uppmärksamhet med sin dokumentärfilm Garrincha, alegria do povo från 1963, om fotbollsspelaren Garrincha. Hans första långa spelfilm var O padre e a moça från 1965, som bygger på en dikt av Carlos Drummond de Andrade. Med Macunaíma, en filmatisering av Mário de Andrades roman med samma titel, gjorde han vad som kom att bli hans mest kända film. Filmen använder brasiliansk folkmusik och inhemska ordspråk i en samhällsskildring med antikapitalistiskt budskap.
Bland Andrades 1970-talsfilmer märks Os inconfidentes, ett historiskt drama om separatiströrelsen Inconfidência Mineira som år 1789 sökte brasiliansk självständighet från Portugal. Hans sista film var den stilistiskt okonventionella O homem do pau-Brasil, en fiktiv biografi om den verklige författaren Oswald de Andrade; huvudrollen spelas av både en manlig och en kvinnlig skådespelare som båda syns i varje scen. Slutet av filmen är även ett kritiskt utfall emot den brasilianska samtidsfilmens allt mer explicita rörelse i pornografisk riktning. Andrade avled i lungcancer 1988 i Rio de Janeiro.

## Filmer i urval
- Couro de gato (1962, kortfilm)
- Garrincha – alegria do povo (1963, dokumentär)
- O padre e a moça (1966)
- Brasília, Contradições de uma Cidade (1968, dokumentär)
- Macunaíma (1968)
- Os inconfidentes (1972)
- Guerra conjugal (1974)
- "Vereda tropical" i antologin Contos eróticos (1977)
- O aleijadinho (1978, kortfilm)
- O homem do pau-Brasil (1982)